# Nihonbashi

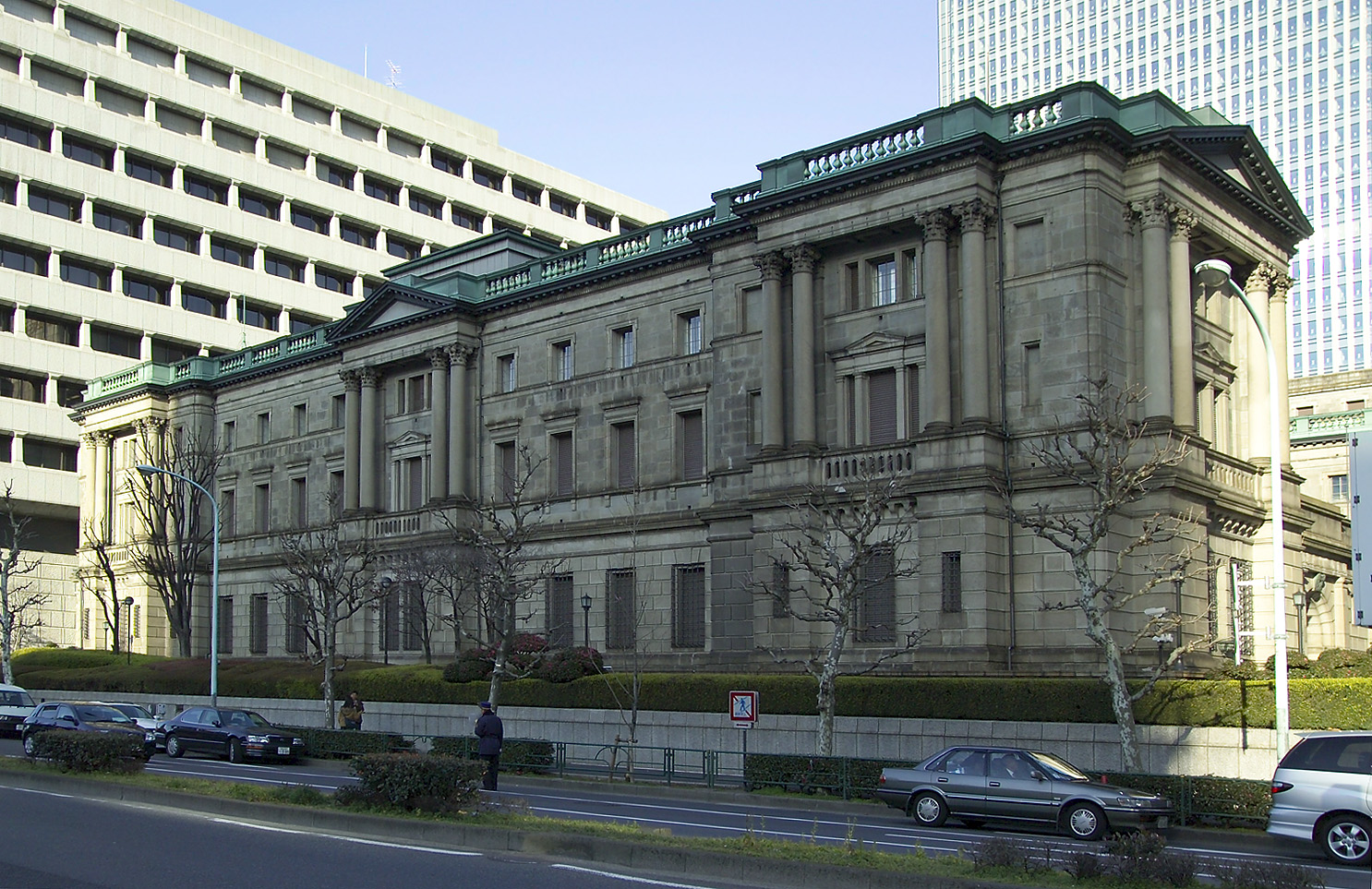
Japans riksbank

För Osakadistriktet med samma namn, se Nipponbashi.

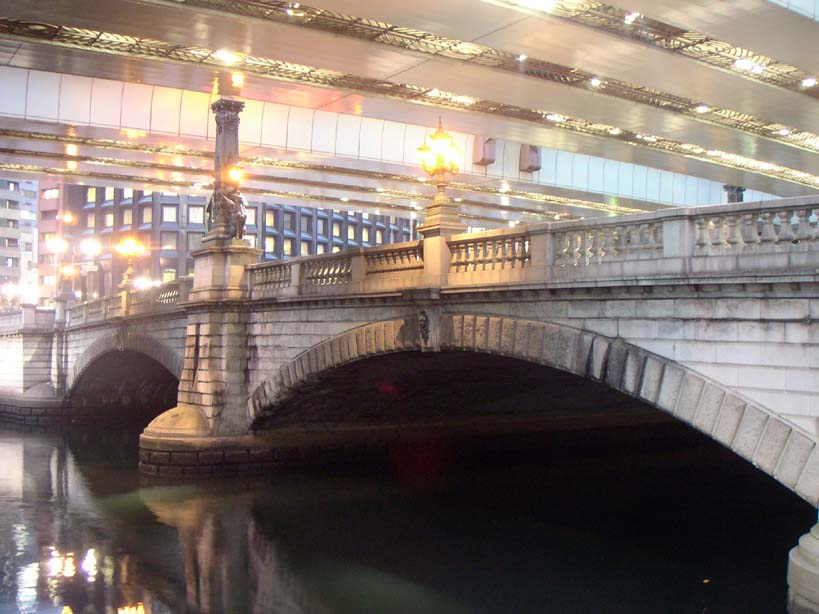
Nihonbashibron

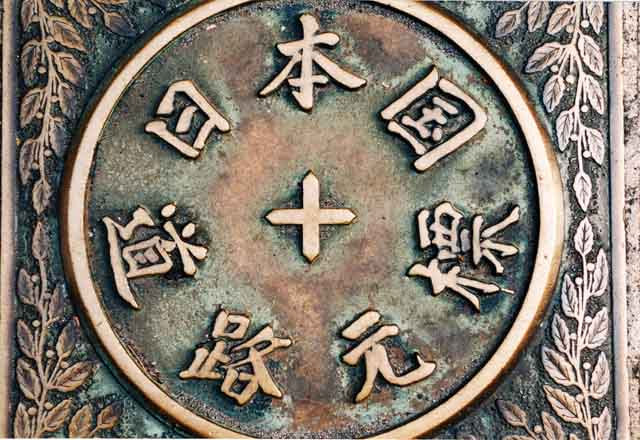
”Nollpunkten” för Japans vägnät

Nihonbashi, även skrivet Nihombashi, (japanska: 日本橋?) är ett distrikt i stadsdelskommunen Chūō-ku i Japans huvudstad Tokyo. Nihonbashi gränsar i söder till distrikten Yaesu och Ginza, i norr till Akihabara och i väst till grannkommunen Chiyoda. I öst avgränsas Nihonbashi av Sumidafloden.
Nihonbashi är ett affärsdistrikt med många stora varuhus, bland andra Japans första varuhus Mitsukoshi. Även en rad stora företag har sina huvudkontor här, däribland Mitsui. Vidare finns även många finansverksamheter här som till exempel Tōkyō Shōken Torihikisho (Tokyobörsen) och Nippon Ginkō (Japans riksbank).

## Historia

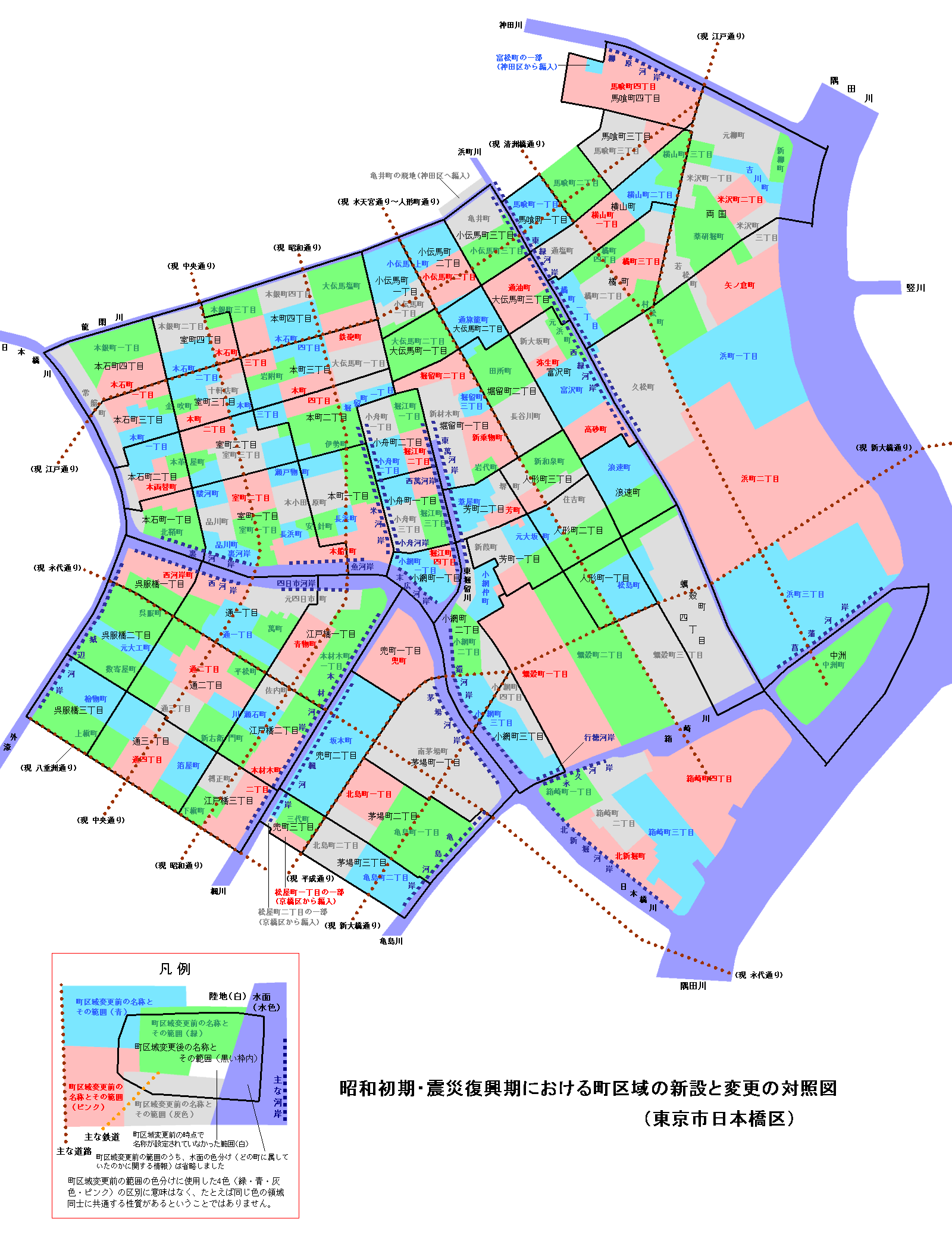
Karta över Nihonbashi administrativa indelning tidigt i shōwaperioden, omkring 1935.

Namnet, som betyder Japanbron, härstammar från bron över Nihonbashifloden som byggdes 1603 under Edoperioden under Tokugawa Ieyasu, den förste shogunen av Tokugawaklanen. Bron var utgångspunkt för Gokaido (de fem dåtida stora riksvägarna). Den nuvarande bron byggdes 1911 under Meijiperioden och utgör än utgångspunlkt för vägavstånd i hela japanska vägnätet, då man mäter alla avstånd från denna punkt och kopparmärket finns ingjutet i brons mitt.
1673 grundades varuhuskedjan Mitsukoshi och deras huvudkontor har alltid legat i Nihonbashi.
Den 15 maj 1878 startade Tokyobörsen och 1882 inrättades Japans riksbank, och bankhuset byggdes 1896.
Under 1930-talet byggdes första tunnelbanelinjen, Ginza-linjen, genom Nihonbashi, som fick sin första tunnelbanestation, Mitsukoshimae, den 29 april 1932 och ytterligare en station, Nihonbashi, den 24 december samma år. Nihonbashis tunnelbanestation öppnades även för Asakusalinjen den 28 februari 1963 men blev ingen formell transferstation före den 14 september 1967 då även Tozailinjen fick en station här.